# Okręg Alès
Okręg Alès (fr. Arrondissement d'Alès) – okręg w południowo-zachodniej Francji. Populacja wynosi 134 tysiące.

## Podział administracyjny
W skład okręgu wchodzą następujące kantony:
- Alès-Nord-Est,
- Alès-Ouest,
- Alès-Sud-Est,
- Anduze,
- Barjac,
- Bessèges,
- Génolhac,
- La Grand-Combe,
- Lédignan,
- Saint-Ambroix,
- Saint-Jean-du-Gard,
- Vézénobres.